# 諏訪多栄蔵
諏訪多 栄蔵（すわた えいぞう、1911年2月10日 - 1992年5月5日）は、日本の登山家。
東京市日本橋馬喰町生まれ。1928年工学院(現工学院大学)冶金学科卒、トキワ鉛工業に入社。大阪に住み、西岡一雄らの手引きで登山を始める。吉沢一郎、望月達夫、深田久弥らとともに日本のヒマラヤ研究の第一人者であった。

## 著書
- 『穂高岳 登攀ルート図集』朋文堂 1949
- 『アルピニズム入門』三笠書房 1957
- 『マッターホルン 四つの岩稜と四つの岩壁の初登攀』山と渓谷社 1958
- 『ヒマラヤ山河誌』雁部貞夫,薬師義美編 ナカニシヤ出版 1994

### 共編著
- 『登山技術と用具』西岡一雄,海野治良共著 山と渓谷社 1954
- 『現代登山全集』全10巻　山崎安治共編 東京創元社 1960
- 深田久弥『ヒマラヤの高峰』全5巻 望月達夫, 雁部貞夫共編集 白水社 1973-83
- 『回想西岡一雄』編 サンブライト出版 1979

### 翻訳
- G.O.デイレンフルト『第三の極地』横川文雄共訳 朋文堂 エーデルワイス叢書 1956
- エリック・E.シプトン『世界山岳全集 第4 ナンダ・デヴィ』馬場勝嘉共訳 朋文堂 1961
- アーノルド・ラン『世界山岳名著全集 別冊 登山百年史』馬場勝嘉共訳 あかね書房 1967
- エリック・E.シプトン『ヒマラヤ名著全集 第10 地図の空白部』あかね書房 1967
- ベイリイ『ヒマラヤ名著全集 第1 ヒマラヤの謎の河』松月久佐共訳 あかね書房 1968